# Лодерекер, Петер

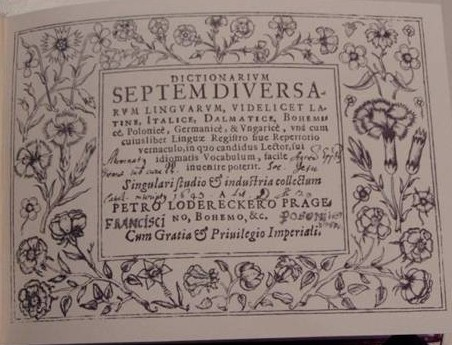
Первая страница словаря П. Лодерекера. 1605

Петер Лодерекер Прагенсус (лат. Petrus Lodereckerus Pragensus) (годы рождения и смерти — неизвестны) — богемский бенедиктинец, лексикограф.
Дополнил словарь пяти языков Фауста Вранчича (1595) языками чешским и польским и издал его в Праге в 1605 году под названием «Dictionarium septem diversarum linguarum, videlicet Latinae, Italicae, Germanicae, Dalmaticae, Bohemicae, Polonicae el Ungaricae».

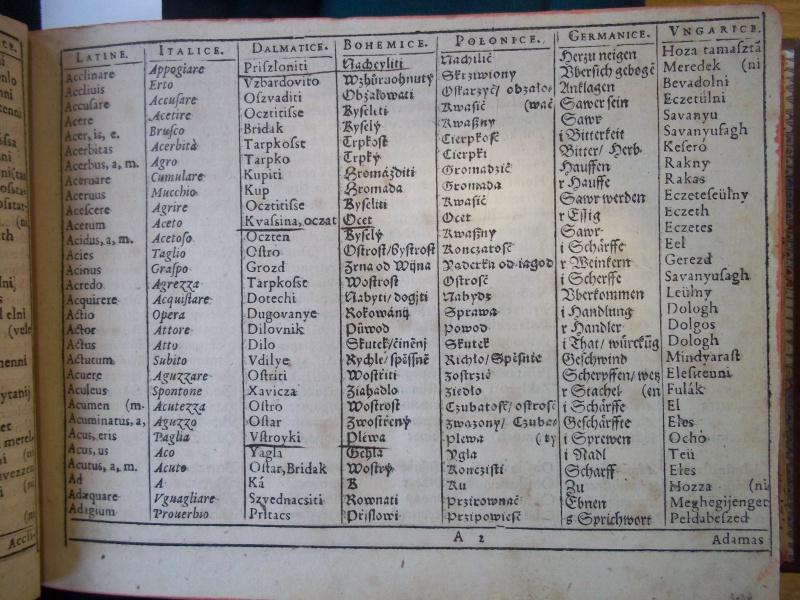
Одна из страниц словаря П. Лодерекера. 1605